# Liu Xiang (nadadora)
Liu Xiang (em chinês:  刘湘, Liú Xiāng; Cantão, 1 de setembro de 1996) é uma nadadora chinesa.

## Carreira

### Rio 2016
Liu competiu nos 50 m livre feminino nos Jogos Olímpicos de Verão de 2016, sendo eliminada nas eliminatórias.